# Laurêncio (advogado)
Laurêncio (em latim: Laurentius) foi oficial bizantino do século V, ativo no reinado do imperador Teodósio II (r. 408–450). Um antigo advogado do fisco (advocatus fisci), tornou-se notório por empregar a violência contra os monges da Diocese do Oriente ao lado de Tauriniano, como relatado por Nilo do Sinai.